# Будка железной дороги 25 км
Будка железной дороги 25 км — деревня в Сафоновском районе Смоленской области России. Входит в состав Вадинского сельского поселения.
По состоянию на 2007 год постоянного населения не имеет.

## География
Расположена в северной части области, в 17 км к северу от города Сафонова, в 18 км севернее автодороги М1 «Беларусь». На территории деревни находится исток реки Ржава.

## История
В годы Великой Отечественной войны территория деревни была оккупирована гитлеровскими войсками в сентябре 1941 года, освобождена в 1943 году.
Входил в состав Васильевского сельского поселения вплоть до его упразднения Законом Смоленской области от 20 декабря 2018 года, после чего включён в Вадинское сельское поселение.

## Население
| 2007 |
| ---- |
| 0    |

## Инфраструктура
Путевое хозяйство

## Транспорт
Железнодорожная станция Иванисино на линии Дурово — Владимирский Тупик.